# Daphne striata
Daphne striata är en tibastväxtart som beskrevs av Leopold Trattinnick. Daphne striata ingår i släktet tibaster, och familjen tibastväxter. Inga underarter finns listade i Catalogue of Life.

## Bildgalleri

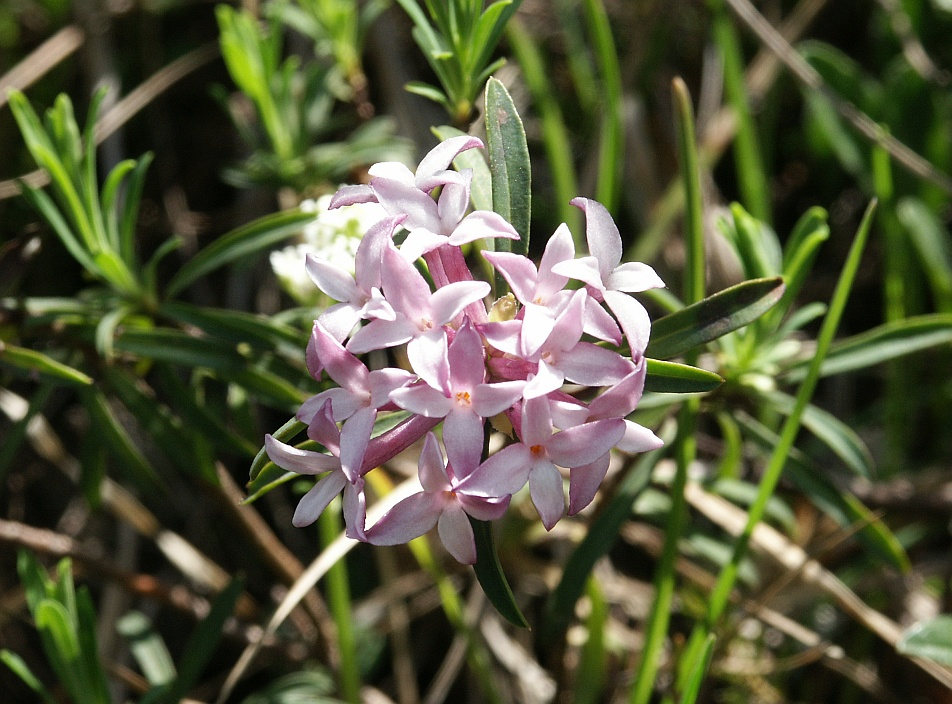
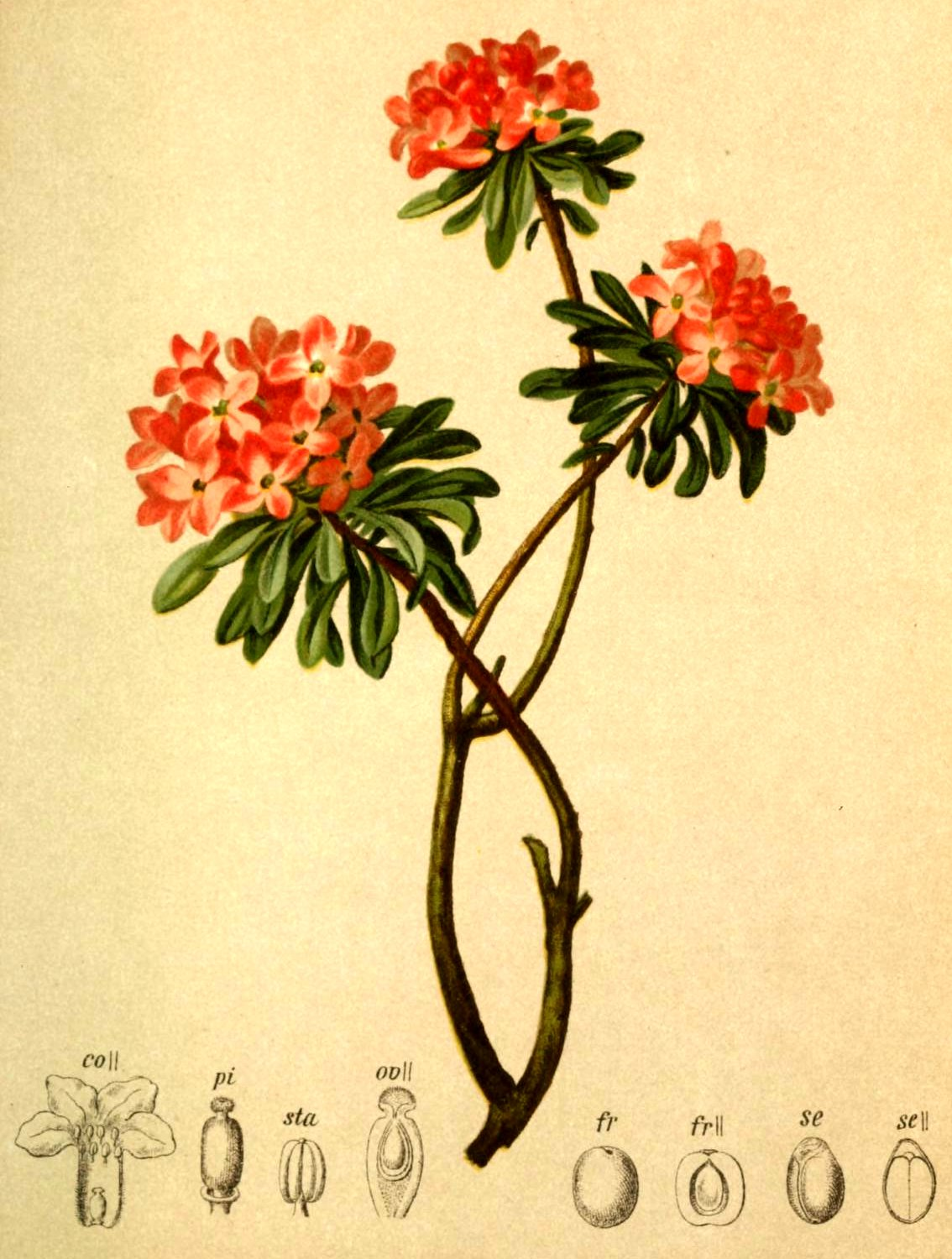
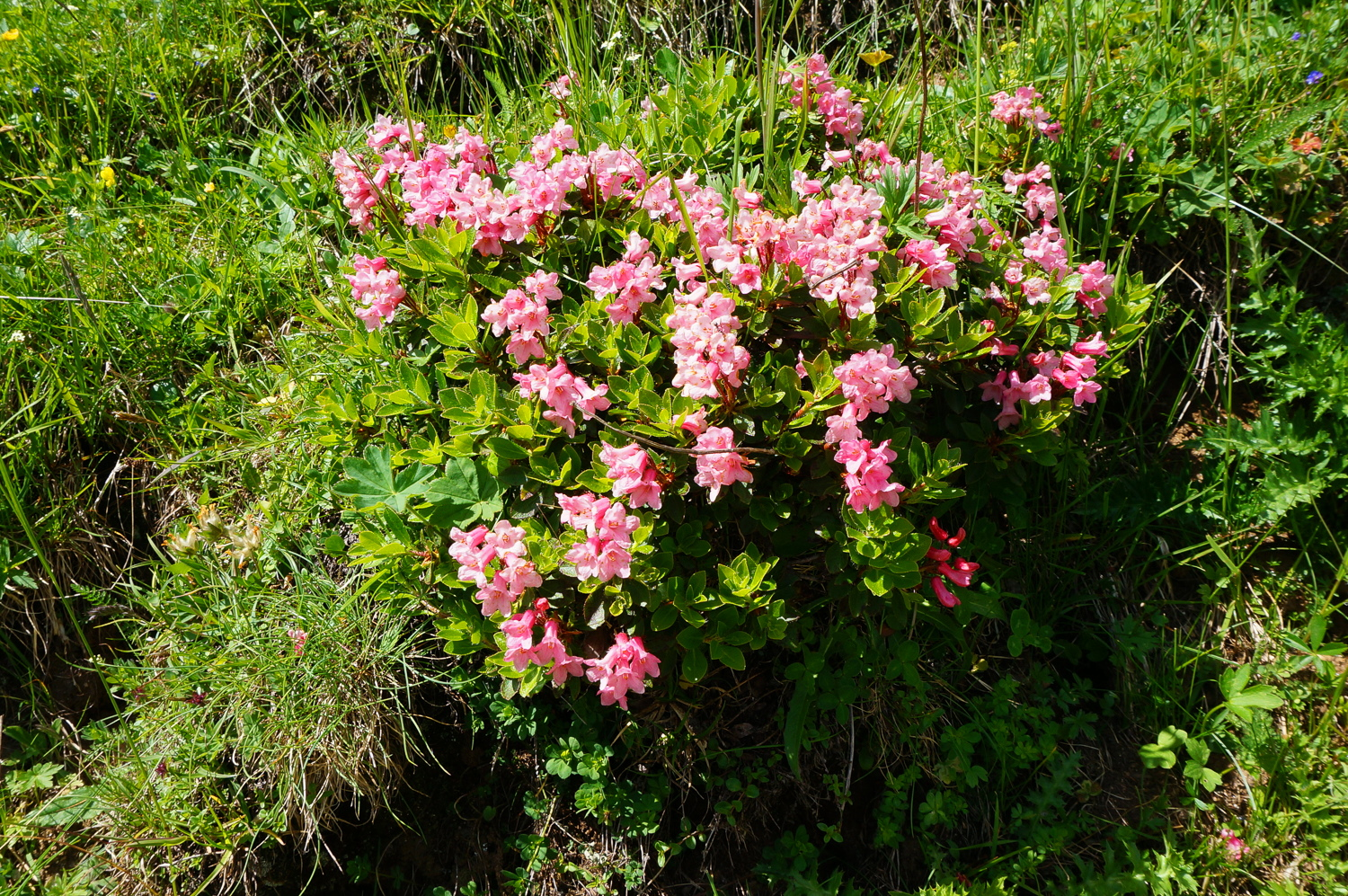